# Яблоня Недзвецкого
Яблоня Недзвецкого (лат. Malus niedzwetzkyana) — вид растений, входящих в род Яблоня (Malus) семейства Розовые (Rosaceae).
Вид близкий яблони низкой, в некоторых источниках рассматривается как культивар Malus pumila 'Niedzwetzkyana'.
Яблоня названа в честь ботаника Недзвецкого. Юрист, общественный деятель, краевед, секретарь Семиреченского областного статистического комитета. Собрал плоды этой яблони в окрестностях Кашгаре, в предгорьях Тянь-Шаня, и переслал их доктору Георгу Дику, который описал растение.
Яблоня Недзвецкого достаточно морозостойка, в Москве и в Санкт-Петербурге достигает 5 м, а в Воронеже и Калининграде — 6—7 м. Неприхотлива. Устойчива к вредителям и болезням. Растет относительно быстро. Рекомендуется для самого широкого использования, особенно хороша яблоня в красочных композициях и одиночной посадке на газоне, а также, в качестве живой изгороди. Французский садовод Л. Тиллье считал, что эта яблоня с декоративной точки зрения не имеет себе равных в садоводстве Европы.

## Ботаническое описание
Яблоня Недзвецкого представляет собой небольшое деревце, 6—8 метров высотой, с гладкими ветвями без колючек, молодые побеги имеют темно-пурпурный цвет.
Листья в период распускания также пурпурные. Когда яблоня приобретает обильную крону интенсивно окрашенными остаются только черешки листьев, пластинка оказывается сверху тёмно-зелёной, а снизу пурпурной, слегка опушённой — это делает окраску кроны очень своеобразной.
Цветки в бутонах тёмно-пурпурные, а при распускании — интенсивно-розовые или пурпурные, на тонких, беловойлочных цветоносах, что, несомненно, выделяет её из общей массы цветущих яблонь. Само цветение длится в среднем 10 дней, но бутонизация существенно удлиняет декоративную фазу. Одновременное присутствие на ветвях бутонов и цветков, сформированных в разной степени, создает прекрасную цветовую гамму. Эффектны дикорастущие яблони и осенью в стадии плодоношения. Фаза плодоношения длится до одного месяца.
Плоды представляют собой одиночное шаровидное или слегка удлиненное яблоко фиолетово-пурпурного цвета с восковым налетом и красноватой мякотью, около 16×18 мм (иногда в 3 раза крупнее), с 1—9 доброкачественными семенами. Плоды созревают в сентябре-октябре и долго остаются на дереве. Семя продолговатое, клиновидное или заостренно-овальное, гладкое, 5—7 × 2,5—3,5 × 1,5—2 мм. Свежесобранные семена имеют тёмно-коричневую окраску, бывают тусклые или блестящие, тонкобороздчатые. Средняя масса 1000 семян — 14 г.
Семена нуждаются в стратификации при 0—3 °С в течение 3—3,5 месяцев. Стратифицированные семена хорошо прорастают при 10—15 °С. Глубина заделки семян составляет 2—3 см. Возможен осенний посев.